# Scoliacma bicolor
Scoliacma bicolor är en fjärilsart som beskrevs av Edward Meyrick 1886. Scoliacma bicolor ingår i släktet Scoliacma och familjen björnspinnare. Inga underarter finns listade.